# Owain Glyndŵr

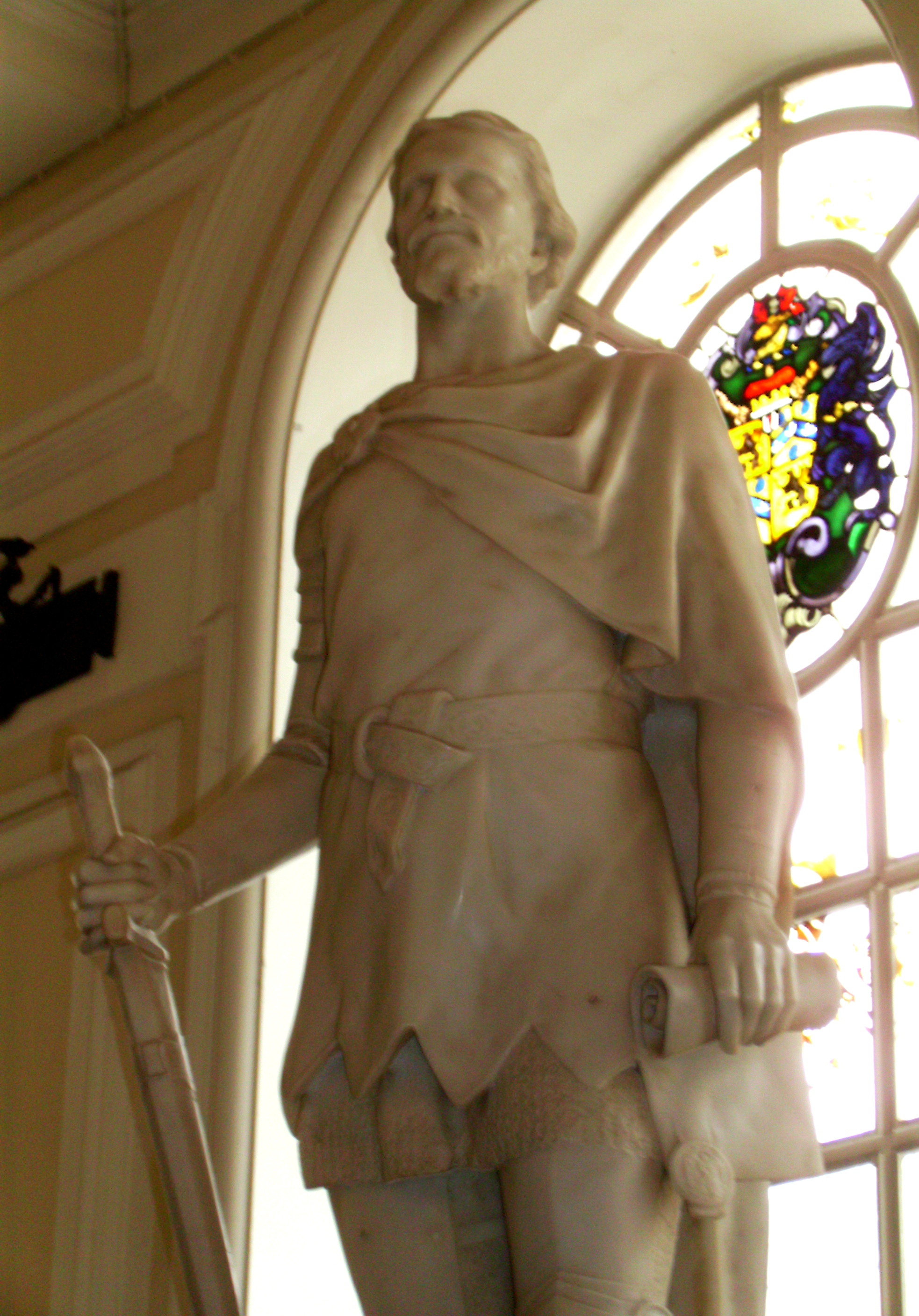
Statue für Owain Glyndŵr im Rathaus von Cardiff

Owain Glyndŵr [ˈowain glɪn'duːr], auch Owain ap Gruffydd [ˈowain ap ˈgrɪfɪð], englisch Owen Glendower [glenˈdaʊəɹ] (* um 1350, um 1354 oder um 1359 in der Nähe von Wrexham; † um 1416), war der letzte eingeborene Waliser, der den Titel eines Fürsten von Wales trug. Er begann 1400 einen Aufstand gegen die englische Herrschaft in Wales, der weite Teile des Landes umfasste, und gilt als walisischer Nationalheld.

## Herkunft

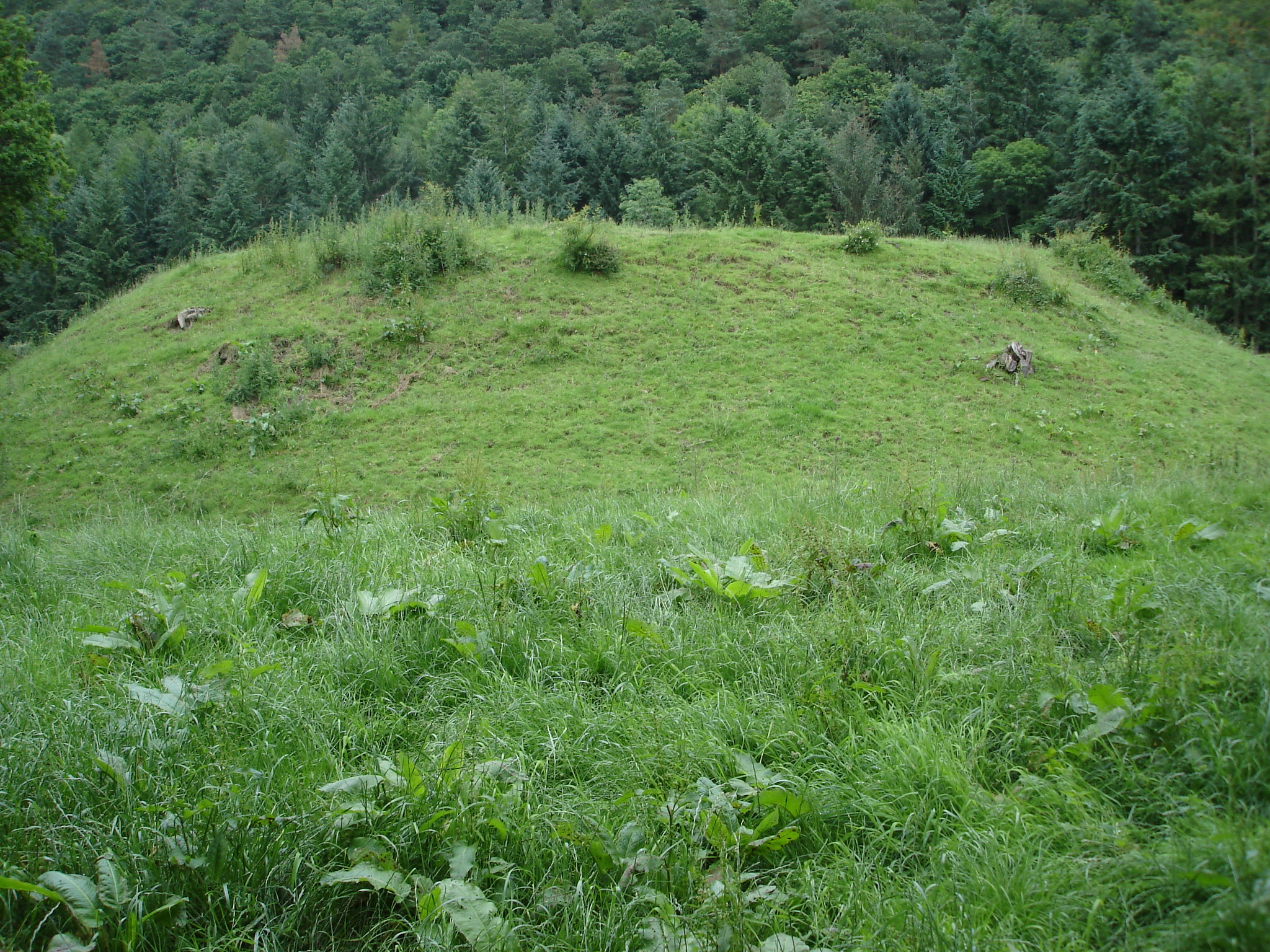
Der Burghügel von Sycharth, dem Wohnsitz von Owain Glyndŵr

Er wurde in den 1350er Jahren als Angehöriger einer für walisische Verhältnisse reichen cambro-normannischen adligen Familie geboren, sein genaues Geburtsjahr ist unbekannt. Sein Vater, Gruffydd Fychan II, war ein Nachfahre der Fürsten von Powys und Lord von Glyndyfrdwy. Sein Ururgroßvater Gruffydd Fychan, ein Lord von Powys Fadog, hatte 1282 durch die Eroberung von Wales durch den englischen König Eduard I. seine Unabhängigkeit verloren, doch konnte seine Familie zwei Grundbesitze behalten: Glyndyfrdwy bei Llangollen in Merionethshire sowie eine Herrschaft in Llansilin in Chirkland. Dort befand sich der Hauptwohnsitz der Familie in Sycharth, von dem noch Erdwälle erhalten sind. Glyndyfrdwy bedeutet Glyn-Dyfr-dwy, (walisisch für Schlucht des Wassers des Dee), woraus Owains Beiname Glyndŵr gebildet wurde, der auch als Glendower anglisiert wurde.
Seine Mutter Elen Ferch Tomas Ap Llywelyn war eine Enkelin von Llywelyn ab Owain und stammte damit von den Fürsten von Deheubarth aus dem Haus Dinefwr ab. Sie brachte Grundbesitz in Cardiganshire mit in die Familie. Sein Vater diente dem Earl of Arundel als Steward von Oswestry und Verwalter der Herrschaft Ellesmere. Vermutlich starb sein Vater, als Owain 11 Jahre alt war. Owain kam zur Ausbildung in den Haushalt des Richters David Hanmer. Nach dem Vorbild Hanmers studierte er später Recht an den Inns of Court in London. 1383 heiratete er Hanmers Tochter Margaret. Hanmer stammte von einem Engländer ab, der in Wales eingeheiratet hatte, seine Vorfahren hatten alle walisische Frauen geheiratet. Hanmar heiratete die Waliserin Angharad, sein Sohn heiratete in die Tudor-Familie ein, und seine Tochter Margaret heiratete Owain Glyndŵr.
1384 diente Owain als Soldat unter Gregory Sais in den Welsh Marches, 1384 war er als Soldat in Berwick, 1385 kämpfte er unter dem Earl of Arundel für König Richard II. in Schottland und im März 1387 unter dem Earl of Arundel bei dem englischen Seesieg von Margate über eine flämisch-französische Flotte. Nach seinem Dienst als Soldat lebte er vor 1400 mit seiner großen Familie als Muster eines assimilierten, wohlhabenden Walisers auf seinem mit Gräben befestigten Landgut in Sycharth oder in seinem Haus in Glyndyfrdwy.

## Führer eines walisischen Aufstands
Als Owain Glyndŵr 1399 einen langjährigen Streit mit seinem Nachbarn, dem den Walisern feindlich gesinnten englischen Lord Reginald Grey of Ruthin, durch das Parlament vermitteln wollte, nutzte Grey seine Beziehungen zum neuen König, so dass die Sache zurückgewiesen wurde. Überdies sollte Owain Truppen für den Krieg des Königs gegen Schottland stellen. Am 16. September 1400 traf Owain sich in Glyndyfrdwy mit seinem Bruder Tudur, dessen Sohn Gruffydd, seinen Schwägern Gruffydd und Philip Hanmer und mit dem Dekan von St Asaph, Robert Puleston und weiteren Freunden, sie erklärten ihn zum Fürsten von Wales. Als Nachkomme der Fürsten von Powys hatte Glyndwr unter den walisischen Adligen die meisten Ansprüche auf diesen Titel, und er rief andere enttäuschte Adlige auf, ihn zu unterstützen. Mit Unterstützung von walisischen Adligen aus Nordostwales griff er Greys Burg in Ruthin an und zerstörte sie. Anschließend griffen die Rebellen weitere englische Boroughs an. Owain wurde geächtet und enteignet. Seine Besitzungen wurden an John Beaufort, 1. Earl of Somerset vergeben, der sie wegen der Rebellion nicht in Besitz nehmen konnte. Obwohl der König vier Feldzüge gegen Owains Rebellen unternahm, weitete sich die Rebellion auf weite Teile von Wales aus. Owain konnte englische Truppen mehrmals in offener Schlacht besiegen, darunter in der Schlacht von Bryn Glas. Dort nahm er den englischen Adligen Edmund Mortimer gefangen, der vom König nicht freigekauft wurde. Mortimer wechselte daraufhin die Seiten und heiratete Owains Tochter Catherine. Owain erhielt nun Unterstützung von Frankreich, das sich mit England im Krieg befand. 1404 eroberte er die Burgen Harlech und Aberystwyth, und Owain war auf dem Höhepunkt seiner Macht. Er war unangefochtener Führer der Rebellion und nannte sich Fürst von Wales von der Gnade Gottes. Er strebte ein unabhängiges walisisches Fürstentum an, das mit einer unabhängigen Kirche, zwei Universitäten und einem Parlament ein moderner Staat werden sollte. Im Februar 1405 plante er mit dem Earl of Northumberland und seinem Schwiegersohn Edmund Mortimer die Teilung Englands. Owain sollte als Fürst von Wales auch Chester, Shrewsbury und Worcester erhalten, der Earl of Northumberland den Norden und die Midlands und Mortimer Südengland. Trotz Unterstützung durch eine französische Armee scheiterte jedoch im August 1405 ein Vorstoß nach England, was als Wendepunkt des Aufstands gilt. In den nächsten Jahren erlitt Owain mehrere Niederlagen. In der Schlacht von Pwll Melyn fiel Owains Bruder Tudur, während sein Sohn Owain gefangen genommen und in den Tower of London gebracht wurde. Auch sein Schwager John Hanmer geriet in Gefangenschaft. 1408 wurden Owains Verbündete in England von König Heinrich IV. besiegt, und nach der Rückeroberung von Harlech Castle Anfang 1409 war die Rebellion faktisch gescheitert. Während der Belagerung von Harlech war Owains Schwiegersohn Mortimer gestorben, und Owains Frau Margaret, ihre Tochter Catherine, deren Sohn und ihre zwei Töchter gerieten in Gefangenschaft. Sie wurden in den Tower of London gebracht, wo schon Owains Sohn Owain gestorben war. Owains Sohn Gruffydd starb dort 1411, Catherine und ihre beiden Töchter 1413.

Banner von Owain Glyndŵr

1410 griff Owain Shropshire an, was vielleicht ein verzweifelter Versuch war, die Rebellion ehrenvoll zu beenden. Die Waliser wurden vernichtend geschlagen, drei von Owains engsten Vertrauten, darunter Rhys ap Tudur von Anglesey wurden gefangen genommen und hingerichtet. 1412 konnte Owain noch seinen Gegner Dafydd Gam gefangen nehmen, doch danach ist nur wenig über das weitere Schicksal von ihm bekannt. Nach dem Tod von Heinrich IV. bot ihm der neue König Heinrich V. 1413 Begnadigung an, die Owains Sohn Maredudd für ihn ablehnte. Das genaue Datum und der Ort des Todes von Owain sind bis heute nicht bekannt. Er starb vermutlich um 1416, der Überlieferung nach verbrachte er mit stillschweigender Duldung des Königs den Rest seines Lebens bei seiner Tochter Alys und seinem Schwiegersohn John Scudamore, einem Landadligen von Herefordshire, auf deren Gut Monnington Straddel im westlichen Herefordshire.

## Folgen und Nachwirkung
Owain war ein Meister des Kleinkriegs und ein erfahrener militärischer Führer, der englische Truppen auch in offener Schlacht schlagen konnte. Zwischen 1402 und 1408 herrschte er über weite Teile von Wales, und bis zu seinem Tod blieb er eine Bedrohung für die englische Herrschaft. Seine Rebellion endete jedoch in einer Niederlage und wurde für Wales zu einer langanhaltenden wirtschaftlichen, sozialen und politischen Katastrophe. Erst eine Generation später waren die Zerstörungen überwunden. Trotzdem blieb Owain Glyndŵr unvergessen. Shakespeare schildert ihn in seinem Drama König Heinrich IV. als wilden, exotischen, magischen Mann. Mit dem Wiedererstarken des walisischen Nationalgefühls im 19. Jahrhundert wurde sein Leben und sein Vermächtnis neu bewertet. Die Entdeckung seines Siegels und seiner Briefe bezeugten, dass er wirklich ein nationaler Führer von Bedeutung gewesen war. Die walisischen Nationalisten hatten ihm immer ein hohes Ansehen bewahrt, heute gehört er mit Denkmälern, als Namensgeber für Pubs und Straßen zur Alltagskultur von Wales.
In den 1980ern und 1990ern gab es in Wales eine Bewegung namens „Meibion Glyndŵr“ (Söhne Glyndŵrs), die versuchte, sich gegen die wachsende Zahl von Zweitwohnsitzen in Wales zu wehren, die vor allem von Ausländern, darunter viele Engländer, in ländlichen Gegenden errichtet wurden. Zum Teil legten sie sogar Brände, um ihre Ziele durchzusetzen.

## Glyndŵr als literarische Figur
Neben seiner Rolle in Shakespears Drama ist Owain Glyndŵr der Protagonist zahlreicher Romane, darunter:
- John Cowper Powys: Owen Glendower. Overlook Press, 2004, ISBN 1-58567-521-0
- Martha Rofheart: Cry 'God for Glendower' . Hodder, 1975, ISBN 0-340-19481-2
- Edith Pargeter: A Bloody Field by Shrewsbury. Macmillan, 1972, ISBN 0-333-13748-5
- Malcolm Pryce: A Dragon to Agincourt. Y Lolfa, 2003, ISBN 0-86243-684-2